# Amédée Thubé
Amédée Georges Marie Thubé (* 8. Dezember 1884 in Nantes; † 29. Januar 1941 in Paris) war ein französischer Segler.

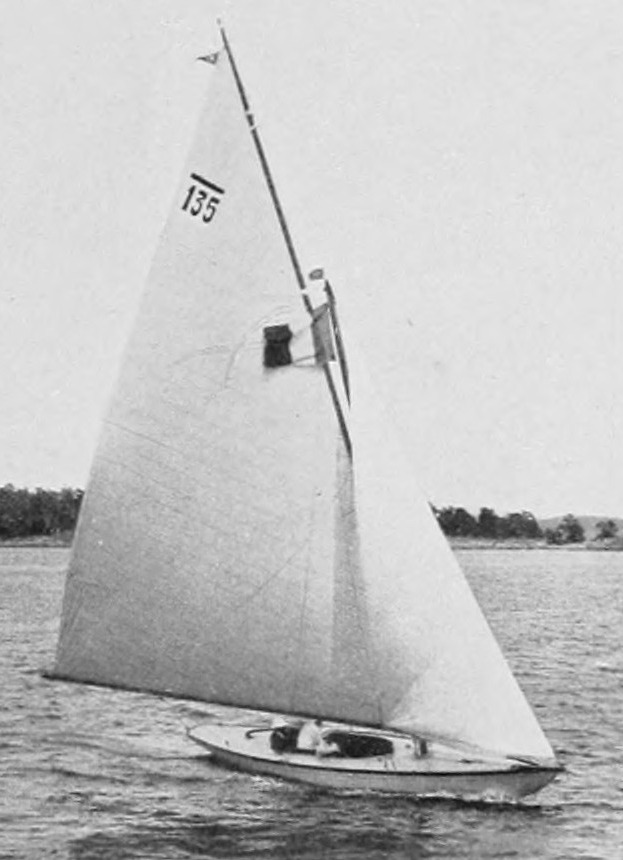
Segelyacht Mac Miche, Goldmedaille 1912, 6-Meter-Klasse

## Erfolge
Amédée Thubé, der für Sport Nautique de l’Ouest segelte, wurde 1912 in Stockholm bei den Olympischen Spielen in der 6-Meter-Klasse Olympiasieger. Er war Crewmitglied der Mac Miche, deren übrige Crew aus seinen Brüdern Jacques und Gaston Thubé bestand, wobei letzterer Skipper des Bootes war. In zwei Wettfahrten belegte die Mac Miche ebenso wie das dänische Boot Nurdug II jeweils einmal den ersten und den zweiten Platz, sodass es zwischen den beiden Booten zum Stechen um den Gesamtsieg kam. Die Mac Miche setzte sich in der dritten Wettfahrt durch und beendete die Regatta damit auf dem ersten Platz.